# ارغب (ضلكوت)
ارغب منطقة سكنية تقع في ولاية ضلكوت، التابعة لمحافظة ظفار في سلطنة عمان. يقدر عدد سكانها بـ 3 نسمة حسب إحصاء عام 2010 التابع للمركز الوطني للإحصاء والمعلومات الحكومي. رمز المنطقة هو 20610011.

## الوصلات الخارجية
- المركز الوطني للإحصاء والمعلومات، سلطنة عمان